# Туманова Зоя Петрівна
Зоя Петрі́вна Тума́нова (11 березня 1922, місто Суми — 21 липня 2000, місто Москва) — радянська державна діячка, секретар ЦК ВЛКСМ, голова Центральної ради Всесоюзної піонерської організації імені Леніна при ЦК ВЛКСМ, 1-й заступник завідувача відділу культури ЦК КПРС. Член Бюро ЦК ВЛКСМ з 11 квітня 1949 по квітень 1959 року. Кандидат у члени ЦК КПРС у 1952—1961 роках.

## Життєпис
Народилася в родині Петра Туманова — начальника Сумської окружної міліції. Сестра — Ніна Туманова.
У 1929—1939 роках — учениця Московської середньої школи № 9. У 1939—1941 роках — студентка історичного факультету Московського інституту історії, філософії та літератури імені Чернишевського. З липня по серпень 1941 року працювала командиром будівельної роти на будівництві оборонних рубежів біля міста Вязьми Смоленської області.
У вересні 1941 — лютому 1942 року — секретар комітету ВЛКСМ Московського заводу «Красный богатырь» і шкіряного комбінату при ньому; позаштатний кореспондент радіо в місті Куйбишеві.
У лютому — червні 1942 року — секретар комітету ВЛКСМ Сокольницького вагоноремонтного заводу міста Москви.
У червні 1942 — серпні 1945 року — 1-й секретар Сокольницького районного комітету ВЛКСМ міста Москви.
Член ВКП(б) з липня 1943 року.
У серпні 1945 — травні 1949 року — заступник завідувача відділу комсомольського життя, завідуюча відділу учнівської молоді та піонерів газети «Комсомольская правда».
У травні 1949 — червні 1952 року — головний редактор газети «Пионерская правда».
5 квітня 1952 — 15 квітня 1958 року — секретар ЦК ВЛКСМ з роботи серед шкільної молоді і піонерів та голова Центральної ради Всесоюзної піонерської організації імені Леніна при ЦК ВЛКСМ.
У 1958—1962 роках — заступник завідувача відділу науки, шкіл і культури ЦК КПРС по РРФСР.
У 1963—1965 роках — заступник завідувача Ідеологічного відділу ЦК КПРС по промисловості РРФСР.
У 1965—1966 роках — заступник завідувача відділу пропаганди і агітації ЦК КПРС по РРФСР.
У квітні 1966 — листопаді 1986 року — заступник, 1-й заступник завідувача відділу культури ЦК КПРС.
З листопада 1986 року — персональний пенсіонер союзного значення в Москві.
Померла 21 липня 2000 року в Москві. Похована на Кунцевському цвинтарі Москві.

## Нагороди і звання
- орден Жовтневої Революції
- чотири ордени Трудового Червоного Прапора
- два ордени «Знак Пошани»
- медалі